# Luchthaven Røros
Luchthaven Røros (Noors:  Røros lufthavn, IATA: RVK, ICAO: ENRM) is een vliegveld in de Noorse gemeente Røros in de provincie Trøndelag. Het vliegveld wordt geëxploiteerd door het staatsbedrijf Avinor. Het ligt direct ten westen van Røros.
Het vliegveld werd geopend in 1957 en werd toen gebruikt door Braathens.  Tegenwoordig wordt het bediend door Widerøe. De maatschappij vliegt dagelijks  op Oslo.